# Fonction écosystémique
Ne doit pas être confondu avec Service écosystémique.
Une fonction écosystémique, ou fonction écologique, est un concept fréquemment utilisé en écologie et qui peut renvoyer à plusieurs définitions.

## Définitions et usages
Quatre usages du terme fonction écosystémique sont présents dans la littérature scientifique :
- le terme fonction écosystémique peut-être utilisé comme synonyme de processus, au sens de changement d’état de l'écosystème ou d’interaction entre deux composantes de l’écosystème ;
- il peut désigner une somme complexe de processus et d’interactions qui permettent de caractériser le fonctionnement d’un écosystème (état ou trajectoire de l’écosystème) ;
- par analogie avec la notion de fonction en biologie, le terme fonction écosystémique peut être utilisé pour désigner le rôle d’un organisme ou d’un groupe d’organismes (espèce, groupe fonctionnel…) dans le fonctionnement d’un écosystème ;
- fonction écosystémique est également utilisé comme un synonyme de service écosystémique.

Un usage fréquent du concept de fonction écosystémique se trouve dans les recherches portant sur les liens entre biodiversité et fonctionnement des écosystèmes et les liens entre fonctionnement de l’écosystème et fourniture de services écosystémiques.